# Torsten Jansen
 Ikke at forveksle med  Journalisten Torsten Jansen.
Torsten Jansen (født 23. december 1976 i Adenau) er en tysk håndboldtræner og tidligere -spiller, der siden 2017 har været træner i HSV Hamburg. Hans var tidligere spiller i klubben, men har desuden spillet i flere andre tyske topklubber samt for det tyske landshold. Jansen var som spiller Venstre fløj.

## Karriere

### Klubhold
Jansen begyndte sin seniorkarriere i TUSEM Essen (1994–1995), spillede derpå i SG Solingen (1995–2001) og i HSG Nordhorn (2001–2003). Derpå skiftede han til HSV Hamburg, hvor han spillede til 2015. Efter en enkelt sæson i THW Kiel sluttede han sin karriere med endnu en sæson i HSV. Han havde egentlig indstillet sin aktive karriere, men indvilligede i at hjælpe sin gamle klub, der i mellemtiden var gået konkurs og nu spillede i den tredjebedste liga. På det tidspunkt var han desuden hjælpetræner for holdet.
Han var med til at blive tysk mester med HSV i 2011 samt Champions League-vinder i 2013 med samme klub.

### Landshold
Jansen debuterede på det tyske landshold i 1999 og spillede 178 landskampe og scorede over 503 mål. Han var blandt andet med til at vinde EM-guld i 2004 og VM-guld i 2007.
Han deltog i to olympiske lege. Ved OL 2004 i Athen havde han størst succes. Her gik tyskerne videre fra en tredjeplads i indledende pulje, hvorpå de besejrede Spanien i kvartfinalen efter forlænget spilletid og straffekastkonkurrence. I semifinalen blev til til en klar sejr over det russiske hold, inden det i finalen igen blev til nederlag til kroaterne, der dermed vandt guld. Russerne fik bronze. Ved OL 2008 i Beijing blev det til en tysk niendeplads.

### Trænerkarriere
Efter at være begyndt som hjælpetræner i HSV overtog Jansen i foråret 2017 cheftrænerposten i HSV. Han fik hurtigt succes i denne rolle og stod bag klubbens tilbagevenden til Bundesligaen. Han forlængede i 2023 sin kontrakt med klubben, så den løber til 2025.